# Hocus Pocus (노래)
"Hocus Pocus"는 자이시 판 리어와 기타리스트 얀 아커만이 작곡한 네덜란드 록 밴드 포커스의 곡이다. 이 곡은 포커스의 두 번째 스튜디오 앨범인 Focus II의 오프닝 트랙으로 1971년에 녹음 및 발매되었다. 편집 버전은 1971년 유럽에서 임페리얼, 폴리도어, 블루 호라이즌 레이블로 싱글 (B면 "Janis")로 발매되었으나, 네덜란드 외 지역에서는 차트에 진입하지 못했다 (네덜란드 No. 9).
1972년 12월 《The Old Grey Whistle Test》 라이브 공연과 이어진 영국 클럽 투어에 힘입어, 이 곡은 1973년 1월 말 영국 싱글 차트에서 No. 20에 올랐다.
미국과 캐나다에서는 1973년 사이어 레코드 레이블로 이 곡이 싱글로 발매되었다. 이 지역에서는 원본 싱글 편집본의 B면에 "Hocus Pocus 2" 또는 "Hocus Pocus II"라는 제목의 다른 녹음, 즉 더 빠른 버전의 곡이 실렸다. 1975년 사이어 레코드에서 컴필레이션 앨범 Dutch Masters (1969–73)를 발매하기 전까지는 미국 외 지역에서 구할 수 없었으며, 이후 1976년 컴필레이션 앨범 《Ship of Memories》의 CD 발매본에 보너스 트랙으로 추가되었다. 여기서 프로듀서 마이크 버논도 자신의 소책자 노트에 이 곡을 미국 싱글 버전으로 언급했다.
미국에서 이 곡은 빌보드 핫 100에서 9위, 캐시박스 Top 100에서 4위를 기록했다.
이 곡은 2000년대 들어 2010년 FIFA 월드컵 기간 동안 방영된 나이키의 "Write the Future" 광고 캠페인의 음악적 시그니처로 다시 생명을 얻었다. 그 해 이 싱글은 영국 차트에 No. 57로 재진입했으며 네덜란드 차트에는 No. 48로 진입했다.
1984년 이 곡은 캘리포니아 기반 펑크 밴드 밴달스의 앨범 《When in Rome Do as The Vandals》에 수록되었다.
1999년 이 곡은 독일 헤비 메탈 밴드 헬로윈에 의해 커버되어 그들의 앨범 《Metal Jukebox》에 발매되었다.
2006년 Hocus Pocus는 아이언 메이든에 의해 커버되어 유럽 DVD 싱글 "Different World"의 B면으로 수록되었다.

## 설명
"Hocus Pocus"는 "육중한 기타 리프... 휘파람, 요들, 플루트 등 모든 종류의 음악적 그래피티로 분해되거나(또는 함께 유지되거나)"라고 묘사되었다. 또 다른 평론가는 "휴식 없이 현대판 '테디 베어스 피크닉'에 해당한다"고 썼다. 아커만 자신은 이 곡이 "우리에 대한 풍자... 그 모든 진지한 몬테베르디적 판타지"라고 말했다. 1973년 5월 《NME》에서 아커만은 이 곡이 "단지 록 그룹들을 풍자한 것"이라고 말했다.
이 곡은 론도의 형식을 취하고 있으며, 강력한 록 코드 리프와 짧은 드럼 솔로, 그리고 요들, 오르간 연주, 아코디언, 스캣, 플루트 리프, 휘파람 등 다양한 솔로 "벌스" (원본에서는 모두 자이시 판 리어가 연주)가 번갈아 나타난다. 싱글 버전은 앨범 버전에 비해 상당히 편집되었다.
"Hocus Pocus 2"는 약간 더 빠른 버전으로 펑크 요소와 리듬이 추가되었다. 이 곡은 유럽에서 자체 싱글로 발매되었으며, 북미 지역에서는 "Hocus Pocus"의 B면이었다. 라이브 공연에서 포커스는 "Hocus Pocus"를 훨씬 더 빠르게 연주했다.

## 차트 성적
| 차트 (1971-1973)                  | 최고 순위 |
| --------------------------------- | --------- |
| 오스트레일리아 (켄트 뮤직 리포트) | 15        |
| 캐나다 싱글 차트                  | 18        |
| 네덜란드 싱글 차트                | 9         |
| 영국 싱글 차트                    | 20        |
| 미국 빌보드 핫 100                | 9         |
| 미국 캐시박스 Top 100             | 4         |

| 차트 (2010)        | 최고 순위 |
| ------------------ | --------- |
| 네덜란드 싱글 차트 | 48        |
| 영국 싱글 차트     | 57        |

| 차트 (1973)           | 순위 |
| --------------------- | ---- |
| 오스트레일리아        | 143  |
| 캐나다                | 152  |
| 미국 빌보드 핫 100    | 69   |
| 미국 캐시박스 Top 100 | 58   |

## 미디어에서의 사용
- 이 곡은 영국 자동차 쇼인 《탑 기어》의 시즌 6 에피소드 1에서 더 스티그의 파워 랩 중 메르세데스-벤츠 CLS55 AMG를 테스트할 때, BBC TV 시트콤 《Saxondale》의 두 번째 시즌의 엔딩 음악으로, 1994년 영화 《The Stoned Age》에서, 2008년 라인 라이더 웹사이트를 특징으로 하는 맥도날드 광고에서, 2010년 FIFA 월드컵 기간 동안 "Write the Future"라는 제목으로 방영된 2010년 나이키 축구 광고에서, 《마이 네임 이즈 얼》의 세 번째 시즌 에피소드 "Early Release"에서 얼 힉키(제이슨 리)가 독방에 갇혔을 때, 2008년 《슈퍼내추럴》 시즌 3 에피소드 "Ghostfacers"에서, 2023년 《비욘드 파라다이스》 첫 에피소드 초반의 추격 장면에서 사용되었다.
- 이 곡은 채널 4 청소년 드라마 《스킨스》의 시즌 1 에피소드 "Chris"에서 사용되었다. 크리스 마일스(조 뎀프시)가 피자를 사기 위해 CD 플레이어를 팔려고 하는 장면에서, 크리스와 시드 젠킨스(마이크 베일리)가 음반 가게에서 쫓겨나기 직전 배경 음악으로 흘러나오며, 그들이 결국 CD 플레이어를 팔게 되는 폐기물 처리장으로 향하는 길에서도 음악이 계속된다.
- 이 곡은 제이 콜의 2010년 싱글 "Blow Up"의 믹스테이프 《Friday Night Lights》에 샘플링되었다.
- "Hocus Pocus 2"는 GuitarFreaks & DrumMania 비디오 게임 V5 Rock to Infinity에 포함되었으며, 2014년 영화 《로보캅》 리메이크에서도 로보캅(조엘 키너먼)이 수많은 로봇 드론과 매톡스 캐릭터를 상대로 실사 사격 테스트를 하는 동안 사용되었다.
- 이 곡은 HBO의 《Vinyl》의 2016년 에피소드 "E.A.B."와 쇼타임의 《Shameless》의 2016년 시즌 7 에피소드 "Own Your Shit"에 등장했다.
- 이 곡은 2013년 다큐멘터리 《1》에서도 사용되었다. 포뮬러 원 경주에 관한 이 영화에서, 맥박이 뛰는 듯한 이 곡은 아이르통 세나의 모나코 그랑프리 예선 랩의 차량 내 영상 배경으로 사용되었다.
- Hocus Pocus는 데이브 TV의 2016년 판타지 코미디 《Zapped》의 시즌 3 에피소드 5 "Book"에서 추격 장면을 동반했다.
- 이 곡은 에드거 라이트의 2017년 영화 《베이비 드라이버》의 한 장면에 크게 등장하며 사운드트랙에도 수록되었는데, 이 트랙의 요소들은 라이트의 2007년 영화 《뜨거운 녀석들》에서 작곡가 데이비드 아널드가 사용했다.
- 이 곡은 픽사의 2020년 영화 《온워드: 단 하루의 기적》의 예고편에서 사용되었다. 또한 드림웍스의 2020년 영화 《트롤: 월드 투어》와 2020년 넷플릭스 영화 《사탄의 베이비시터: 킬러 퀸》의 엔딩 크레딧에도 사용되었다. 7회 스트레치 라이브 스트림에서 오르간 연주자 조쉬 칸토어는 시청자의 생일을 축하하기 위해 이 곡을 연주한다.[26]
- 이 곡은 핀란드에서 1973년부터 1983년까지 방영된 YLE 텔레비전 프로그램 Iltatähti의 주제곡으로 사용되었다.[27]
- 2024년 10월, 핀란드 YLE 프로그램 Elämäni biisi ("내 인생의 노래")에서 이 곡이 프로그램 하우스 밴드에 의해 연주되었다. 이 곡은 마토 발토넨이 선정했으며, 그는 이 곡에 대해 다음과 같이 말했다: "16살 때, 요들링, 휘파람, 온갖 미친 소리가 나는 완전히 미친 곡을 들었을 때 내 인생에 충격이 왔다. 처음에는 이런 곡을 만들 수 없다고 생각했다. 너무 미쳤다고. 하지만 두 번째 반응은 물론 이렇게 미쳐야 한다는 것이었다. 나는 많은 방식으로 억압되어 있었는데, 이 곡이 나를 해방시켜 주었다"고 발토넨은 에피소드에서 설명했다. 소셜 미디어에서는 이 곡이 쇼 역사상 가장 위대한 곡으로 칭송받았다. 이 곡은 티모 캐매라이넨 (기타), 레니-칼레 타이팔레 (키보드 및 아코디언), 디안드라 플로레스, 테로 베스테리넨, 라우리 미콜라 (보컬, 미콜라는 틴 휘슬도 연주)가 연주했다.[28][29][30][31]